# Wakasa Masashi
Masashi Wakasa (若狭 大志, sinh ngày 24 tháng 7 năm 1989) là một cầu thủ bóng đá người Nhật Bản.

## Thống kê câu lạc bộ
Cập nhật đến ngày 10 tháng 12 năm 2017.
| Thành tích câu lạc bộ | Thành tích câu lạc bộ | Thành tích câu lạc bộ | Giải vô địch | Giải vô địch | Cúp                   | Cúp                   | Cúp Liên đoàn | Cúp Liên đoàn | Khác    | Khác      | Tổng cộng | Tổng cộng |
| Mùa giải              | Câu lạc bộ            | Giải vô địch          | Số trận      | Bàn thắng    | Số trận               | Bàn thắng             | Số trận       | Bàn thắng     | Số trận | Bàn thắng | Số trận   | Bàn thắng |
| Nhật Bản              | Nhật Bản              | Nhật Bản              | Giải vô địch | Giải vô địch | Cúp Hoàng đế Nhật Bản | Cúp Hoàng đế Nhật Bản | J. League Cup | J. League Cup | Khác1   | Khác1     | Tổng cộng | Tổng cộng |
| --------------------- | --------------------- | --------------------- | ------------ | ------------ | --------------------- | --------------------- | ------------- | ------------- | ------- | --------- | --------- | --------- |
| 2012                  | Oita Trinita          | J2 League             | 6            | 0            | 1                     | 0                     | -             | -             | 1       | 0         | 8         | 0         |
| 2013                  | Oita Trinita          | J1 League             | 18           | 2            | 3                     | 0                     | 5             | 0             | -       | -         | 26        | 2         |
| 2014                  | Oita Trinita          | J2 League             | 30           | 2            | 2                     | 0                     | -             | -             | -       | -         | 32        | 2         |
| 2015                  | Oita Trinita          | J2 League             | 33           | 2            | 2                     | 1                     | -             | -             | 1       | 0         | 36        | 3         |
| 2016                  | JEF United Chiba      | J2 League             | 20           | 0            | 2                     | 0                     | -             | -             | -       | -         | 22        | 0         |
| 2017                  | JEF United Chiba      | J2 League             | 12           | 0            | 0                     | 0                     | -             | -             | -       | -         | 12        | 0         |
| Tổng                  | Tổng                  | Tổng                  | 119          | 6            | 10                    | 1                     | 5             | 0             | 2       | 0         | 136       | 7         |

1Bao gồm J1 Promotion Playoffs and J2/J3 Relegation Playoffs.